# Картечница
Картечницата е автоматично огнестрелно оръжие, ръчнопреносимо или монтирано на специална опора, което обикновено е създадено да изстрелва куршуми в бърза последователност. Подаването на мунициите се извършва от патронна лента или патронна кутия, а скорострелността достига до над 1500 изстрела в минута при едноцевните и 6000 изстрела в минута при многоцевните картечници. Практически скорострелността е много по-ниска поради необходимостта от охлаждане на цевта и невъзможността за осигуряване на муниции.
Автоматичните огнестрелни оръжия често се категоризират като картечни пистолети, автомати, автоматични оръдия или малокалибрени автоматични оръдия. Картечните пистолети са проектирани да бъдат преносими автоматични оръжия за лична отбрана или за близък бой и са предназначени за ръчна употреба. Картечните пистолети използват куршуми с малък калибър. Картечницата често е преносима до известна степен, но обикновено се използва като се монтира на стойка или се стреля от земята с бипод. С леките картечници може да се стреля от ръка като пушка, но оръжието е по-ефективно, когато се стреля от легнала позиция. Същинските картечници стрелят с куршуми с по-голям калибър. Тежките (големокалибрени) картечници изстрелват куршуми с калибър до 12 – 13 mm. Използват се за поражение на лекобронирани цели и транспортни средства. Малко видоизменени пехотни тежки картечници се използват и като оръжия в бронетранспортьори, танкове, кораби и като зенитно оръдие за поражение на въздушни цели. Разликата между картечници и автоматичните оръдия, се основава на калибъра – автоматичните оръдия използват калибър по-голям от 16 mm.
Друг фактор определя дали оръжието изстрелва конвенционални или експлозивни патрони. Оръжия, изстрелващи едрокалибрени взривни патрони по принцип се считат за автоматични оръдия или автоматични гранатомети. За разлика с другите две категории (картечни пистолети и автоматични пушки), картечниците (също като пушките) имат голямо съотношение между дължината на цевта към калибъра (голяма дължина на цевта за малък калибър); наистина, истинската картечница по същество е автоматична пушка и границите между двете често се размиват. Често за определянето на оръжието като картечница, за разлика от автоматичната пушка, се счита наличието на бързо подменяема цев или друга система за охлаждане (виж по-долу).
В Закона за оръжията на САЩ, картечница е строго дефиниран термин, за напълно автоматични огнестрелни оръжия, а също и за всеки компонент или част, които променят дадено огнестрелно оръжие, с цел да функционира като напълно автоматично огнестрелно оръжие.

## Преглед на съвременните автоматични картечници
За разлика от самозарядните оръжия, които изискват едно дърпане на спусъка за възпроизвеждане на един изстрел, картечницата е проектирана да възпроизвежда изстрели, докато е задържан натиснат спусъка. Днес терминът е ограничен до относително тежките оръжия, които стрелят от някакъв вид стойка, отколкото „от ръце“, която е в състояние да осигури непрекъснат огън или бързи откоси, до приключване на боеприпасите. Картечниците обикновено се използват срещу незащитен или леко защитен персонал, или за осигуряване на прикриващ огън.

## История

### Ранни скорострелни оръжия
Първият известен предшественик на многоизстрелните оръжия е патентовано на 15 май 1718 година от английския адвокат Джеймс Пъкъл. То представлява револверно оръдие с калибър 1 инч, което може да направи 9 изстрела без презареждане и е предназначено за флота. Изпреварило с много времето си, това оръжие не получава практическо приложение.
През 1777 година, по време на Американската война за независимост, оръжейникът Джоузеф Белтън предлага на Континенталния конгрес подобрена пушка, която може да прави автоматично двадесет изстрела за пет секунди и може да бъде зареждана с хартиени патрони. Първоначално Конгресът възлага на Белтън модифицирането на 100 мускета, така че да могат да правят по осем изстрела, но впоследствие се отказва поради високата цена.
До средата на 19 век се появяват още бързострелящи оръжия, произвеждащи поредица от изстрели, както и няколко полуавтоматични оръжия. Многоцевните оръжия, като митральозата, и двуцевните пистолети се базират на мултиплициране на всички компоненти на оръжието. При пистолетите пепърбокс е направена крачка напред, като се запазват множеството цеви, но се използва общ изстрелващ механизъм, а при револверите вече и цевта е обща. Въпреки това начинът на действие на тези оръжия остава полуавтоматичен.

### Картечницата на Гатлинг
Важен тласък за развитието на автоматичните оръжия дава Американската гражданска война. През 1861 година Уилсън Агар демонстрира пред президента Ейбрахам Линкълн своята картечница на Агар. Тя получава популярното наименование „оръжие кафемелачка“, тъй като се зарежда автоматично с амуниции поставени в бункер над самото оръжие. Тя има една цев и стреля чрез ръчното завъртане на манивела. До края на войната американската армия купува общо 54 такива оръжия.
По същото време Ричард Джордан Гатлинг патентова своята многоцевна картечница на Гатлинг – първата, която извършва контролирана последователна стрелба с автоматично зареждане. Стрелбата и при нея се задейства с ръчна манивела, но зареждането става с предварително подготвени пълнители. По време на Американската гражданска война картечницата на Гатлинг намира ограничено приложение, но впоследствие подобрени нейни варианти са използвани във Френско-пруската война и по време на Северозападното въстание. Голям брой от тези оръжия са продадени на различни армии в края на 19 век и продължават да се използват и в началото на 20 век, докато са постепенно изместени от картечницата на Максим.
Ранните многоцевни оръжия са с размери и тегло, близки до тези на артилерийските оръдия, и често се използват като заместител на артилерийската стрелба с картеч, откъдето идва и наименованието „картечница“. Големите колела, необходими за придвижване на тези тежки оръжия, налагат използването на висока огнева позиция, което увеличава уязвимостта им за неприятелски огън, а непрекъсната стрелба с барутни патрони създава облак от дим, което прави прикриването им невъзможно до появата на бездимните барути в края на 19 век. Така картечниците на Гатлинг се превръщат в лесна цел за артилерията, която остава извън техния обсег, а стрелящите с тях – и за снайперистите. По тези причини те намират най-голямо приложение при бойни действия в европейските колонии, където противникът не разполага с адекватно огнестрелно оръжие.

### Картечницата на Максим
Първата истинска самозареждаща се картечница е изобретена през 1885 година от Хайръм Стивънс Максим. Вместо да се задвижва с манивела, картечницата „Максим“ използва енергията на отката от предходния изстрел, за да изхвърли празната гилза, да натегне пружината и да зареди следващия патрон. Използването на откатна система е един от основните принципи в развитието на автоматичните оръжия, което дава възможност за много по-голяма честота на стрелбата, отколкото при предходните модели. Друго важно нововъдение при „Максим“ е използването на водно охлаждане чрез водна риза около цевта, за да се избегне нейното прегряване.
Картечницата Максим има много приложения и изменения. Водният кожух за охлаждане предава на картечницата характерния силует, познат от много филми. Един от нейните варианти е използван най-често и в така известната и легендарна от Гражданската война в Русия тачанка. Картечницата Максим постига скорост от 600 изстрела за минута. По-късно английската фирма Викерс закупува фирмата на Максим и патентите и усъвършенства конструкцията ѝ. Прави я много по-лека и въвежда дулния ускорител. Тежката картечница Викерс в различни варианти се произвежда до 1968 година.
Други конструктори като Джон Браунинг със своята картечница Колт-Браунинг М1895 и някои други разработват оръжия с използването на газово-възвратен механизъм. При него през отвор от цевта се предава част от енергията на барутните газове обратно към зареждащата част на картечницата. Това се извършва пряко или чрез бутало като например при автоматите АК-47. По-голямата част от съвременните автоматични огнестрелни оръжия работят на този принцип.
Картечницата „Максим“ намира широко приложение, а основани на нея варианти се използват от всички страни по време на Първата световна война, най-вече по време на позиционната война след битката при Сома. Тежките картечници, базирани на „Максим“, като „Викерс“, са последвани от поредица модели от началото на 20 век, като серията „Хочкис“. Макар най-голям брой жертви по време на Първата световна война да е предизвикан от артилерията, картечниците, в съчетание с телени заграждения, придобиват страховита репутация.
Наред с широката употреба на тежки картечници по време на Първата световна война се появяват и първите леки картечници, като френската „Шоша“, както и първите картечни пистолети, като германския MP 18. По това време за пръв път картечници са монтирани и на бойни самолети, като са разработени първите системи, позволяващи стрелба през задвижващото витло на самолета.

### След Първата световна война

#### Германия
Преди Втората световна война в Германия е разработена картечница MG 34. Тя се използва за универсална картечница, използвана с двунога и тринога. Поради многото фрезови и стругови детайли, използвани за нейното производство, тя е много трудна за производство, както и чувствителна на замърсяване и студ. Тези недостатъци са отстранени в изцяло подобрената конструкция на MG 42, която и до днес представлява образец за простота, здравина, функционална сигурност при всички условия и малки производствени разходи. За първи път се използват широко щанцови и пресовани части в производството на огнестрелно оръжие. Картечницата е с автоматика с къс ход на ствола и специална конструкция на затвора. За подобряване на надеждността на автоматиката се използва дулен ускорител. С тази конструкция на затвора е постигната скорост на стрелба от над 1500 изстрела/мин. т.е. 25 изстрела/сек. и на практика е едно от най-скорострелните едноцевни огнестрелни оръжия. На практика, за да се намали бързото износване на цевта и големия разход на боеприпаси, скоростта на стрелбата е намалена на 1200 изстрела/мин. За подобряване на бързодействието, цевта е сменяема след определен брой изстрели и съответно нагряване. Поради специфичния звук на стрелбата, при който не може да се отличи отделния изстрел е наричана по различни начини, като „циркулярът на Хитлер“, „трионът на Хитлер“ или „резачката за балатум“. Оптималният разчет за обслужване е бил 6 души, като те са осигурявали боеприпаси и бързо изграждане на картечното гнездо. Поради голямата ефективност на картечницата американските и британски войници са обучавани да използват 7-те секунди по време на смяната на цевта за придвижване.
По-късното развитие на картечница след Втората световна война е MG3, наследник MG 42. Тя е с въздушно охлаждане и се произвежда както MG 42 основно с пресови и щанцови детайли. В Бундесвера по-късно се внедряват картечниците MG4 както и MG5. Картечницата става основата за развитие в много съвременни картечници.

#### Съветски съюз
След Първата световна война основната картечница, която се използва в Русия е Максим. Една от първите собствени разработки за армията е картечница ДП на оръжейния конструктор Василий Дегтярьов, калибър 7,62 мм, приета на въоръжение в края на 1927 година и се използва до края на войната. Произведени са малко под 800 хиляди броя. Ръчната картечница ДП представлява оръжие с използване на газово-възвратен механизъм, разположен под цевта и магазинен пълнител. Цевта е сменяема, но нейната смяна е затруднена при бойни условия поради необходимост от специален ключ. Поради бързото нагряване на цевта практическата скорострелност е 80 изстрела/мин.
ШКАС е съветска авиационна картечница с калибър 7.62 мм, приета на въоръжение през 1932 г., и използвана до края на Втората световна война. Тя е и първата специално разработена за авиацията картечница. Създадена от конструкторите Б. Г. Шпитални и И. А. Комарницки, тя се отличава с много висока за времето си скорострелност: 1800 изстрела/мин (абревиатурата ШКАС означава Шпитални, Комарницки, Авиационна, Скорострелна) и с нея са оборудвани повечето от съветските бойни самолети от предвоенния и военния период. Специално за тази картечница са разработвани специални бронебойни, запалителни и трасиращи патрони. Допълнително се налага и укрепване на гилзата и конструкцията на патрона поради голямата скорост на стрелба. Поради тази причина и автоматиката осигурява изваждането на патрона от лентата постепенно за 10 цикъла работа.

#### Великобритания
Една от най-удачните картечници, използвана по време на Втората световна война и дълго след това до 2006 година, е английската БРЕН. „Брен“ (на английски: Bren) е лека английска картечница, създадена на базата на чехословашката ZB-26.
Картечницата „Брен“ се разработва от 1931 г. Окончателният вариант се появява през 1938 г. и е пуснат в серийно производство. Името си получава от първите букви на градовете Бърно (Brno) и Енфийлд (Enfield), където се произвежда. На въоръжение в Британските войски е от 8 август 1938 г.
Автоматиката на картечницата Bren Mk1 работи за сметка на отвеждането на част от барутните газове от канала на ствола. Ударно-спускателният механизъм позволява воденето само на автоматичен огън. Газоотводният механизъм има регулировка за големината на отверстието на канала. Каналът на ствола при изстрел се запира от затвора отдолу.
Прицелът е диоптричен, от секторен тип. От лявата страна на цевната кутия е разположена ръчката за въвеждане на затвора. На дясната страна е разположен предпазителя. При прегряване стволът може да се замени с резервен. За да се избегне изгаряне на ръката на стрелеца при замяна, в средната част на ствола има дървена ръкохватка, която е удобна и при пренасяне на картечницата.

### След Втората световна война
На базата на опита от Втората световна война с немската картечница MG42, САЩ започват разработка на собствена картечница за пехотата, с която да може да се стреля от рамо и тя да замени и M1919. Като резултат се получава картечницата М60, използвана от американските войски през войната във Виетнам. Като цяло тази картечница не се оказва особено удачна. По-добри резултати се постигат с разработката на многоцевна картечница за бърза стрелба M134 Minigun.
В Германия след Втората световна война наследник на MG42 става картечницата MG3 с патрон 7,62×51 мм НАТО. Поради удачната си конструкция се произвежда и за износ. В Германия производството на MG3 е прекратено и в пехотата тя се сменя с по-леката и маневрена картечница MG4 с калибър 5,56 мм и аналогичният клас MG5.

### Развитие в България
Картечницата се приема на въоръжение в българската армия през 1908 година. За нуждите на армията е закупена картечница система „Максим-Шпандау“ с теоретична скорострелност 500 изстр./мин., и бойна 400 изстр./мин. Системата е с водно охлаждане, като без добавяне на вода, може да произведе до 3000 изстрела без смяна на цевта. След Първата световна война българската армия е обезоръжена и голяма част от нейните оръжия и боеприпаси са отнети включително и 5000 картечници.
През 1924 г. българският изобретател капитан Христо Николов прави първия си модел на лека картечница. При изпитанието през 1927 г. комисията констатира, че е съвсем нов затворът, който е много опростен. На 26.10.1927 получава патент 1167 за „Лека картечница“ и три години по-късно международно признание с английски, немски и чешки патенти. Картечницата не се произвежда серийно, но образец от 1939 година се намира в Националния военно-исторически музей – София.
След Втората световна война в България се организира производството на оръжие основно за мотострелковите части. В Арсенал – Казанлък се произвеждат различни видове лицензни леки картечници 5,56х45, 7,62х39 и други, като ръчни и за използване в бронетанковата техника.

## Бъдещо развитие
Бъдещото развитие на картечниците не е много динамично поради факта, че съвременното състояние на тази техника отговаря на съвременните изисквания. Бъдещото развитие е свързано основно с внедряването на безгилзовите боеприпаси, бронебойно използване и противоракетна отбрана.

## Конструкция и действие на съвременната картечница
Картечницата се състои обикновено от следните основни части и механизми: цев, цевна кутия, затвор, ударно-спусков механизъм, възвратна пружина, мерник, пълнител. Ръчните картечници имат и приклад за по-голяма стабилност на стрелбата. Може да притежават пламегасител. Мерникът може да е механичен или оптичен.
Поради високата скорост на стрелбата и нагряването на цевта при картечниците с изключение на някои модели ръчни картечници, патрона не се зарежда в цевта преди следващия изстрел, а остава в цевната кутия на линията на въвеждане в патронника на цевта. Това се прави с цел да не се заклини гилзата в цевта по време на спирането на стрелбата, поради високата температура на нагряване по време на стрелбата.

### Начин на действие
Действието на автоматиката на повечето съвременни картечници се основава на използването на отката на цевта или на принципа на газовото бутало. Подаването на боеприпасите става от патронна лента или пълнител. Охлаждането на цевта обикновено е въздушно. При някои картечници цевта е сменяема след определен брой изстрели и има дръжка, която служи за носене на картечницата и за бърза смяна на прегрятата цев.

## Използване

### Ръчна картечница
Тактиката на използване на картечниците в сухопътните войски е разработена през Първата световна война, когато по-голямата част от военните действия се водят от пехотни съединения. Картечницата обикновено е използвана заедно с бодливи заграждения. При преодоляването на тези заграждения, както и при преодоляване на различни проходи и тесни места като мостове, е необходимо пехотинеца да се изправи в цял ръст и при това става лесна мишена. Освен при отбрана далекобойността и точността на картечниците се използва при нападение за поддръжка на пехотните части. Поради високата ефективност на картечниците при използване при военни действия картечарите са приоритетни цели на снайперистите.
Поради по-голямото си тегло и допълнителните цеви за смяна, както и необходимите много повече боеприпаси, много често ръчните картечници се обслужват от двама и повече картечари. Ръчните картечници са на въоръжение основно в мотострелковите (пехотни) подразделения. Стрелбата от тях се извършва обикновено с използването на подпора-двунога или тринога. Съвременните картечници за пехотата имат много по-малко тегло и конструкция, близка до автоматите, при съответно по-дълга и по-утежнена цев, увеличен обем на устройството за подаване на патрони: пълнител или лента, добавяне на подпора отпред, повишена твърдост на възвратната пружина. Тези изменения на конструкцията подобряват далекобойността, точността и скоростта на стрелбата. Един от тактическите начини за използване е стрелба от движение, но в повечето случаи на използване стрелбата се извършва от стойка от скрита позиция.
Едно от основните въоръжения на мотострелковите войски и в България е и бронетранспортьор БТР-60, който е въоръжен с една 7.62-мм картечница СГМБ. При модификацията БТР-60ПБ картечниците стават две – основната е тежка 14,5-милиметрова КПВТ, а допълнителната е 7,62-милиметрова ПКБ/ПКТ.

### Танкова картечница
По правило съвременните танкове са въоръжени с две картечници. Едната е монтирана сдвоена с оръдието и се използва за водене на огън по пехота и лекобронирани цели. При тези картечници спусъка е заменен с електроспусък и дистанционно управление. Втората картечница е монтирана на куполата на танка и се използва за водене на огън по нисколетящи цели – най-вече вертолети. Тя се използва и за наземни цели. Правени са опити за разработка на картечница, която да стреля в пространството около танка, така нареченото „мъртво пространство“, незащитено от другите оръжия, като използва извита цев. Голямото натоварване на тази цев прави този опит неудачен.

### Зенитна картечница
Това е картечница или автоматично оръжие, състоящо се от няколко картечници, монтирани на обща стойка с общи механизми за прицелване и насочване, с кръгов обстрел и много голям ъгъл на възвишение (ъгъл на наводка по вертикала), предназначена за борба с авиацията на противника. Използва се и за борба с лекобронирани наземни и надводни цели. При съвременни условия основно срещу бавно и нисколетящи обекти – главно вертолети. Като боеприпаси се използват бронебойно-запалителни патрони с калибър от 12,7 до 14,5 мм. Масата на куршумите е 45 до 65 гр и начална скорост 900 до 1000 м/сек.

### Вертолетна картечница
M134 Минигън (на английски: M134 „Minigun“) е американска, многоцевна, скорострелна картечница, построена по системата „Гатлинг“, което означава, че цевите са разположени върху въртящ се барабан. Използвана е за първи път във Виетнамската война, където показва своята ефективност. Скорострелността на установката е 6000 изстрела в минута. Аналогични оръжия се произвеждат в Съветския съюз за бойните хеликоптери. Например на вертолет Ми-24, който се използва и във ВВС на България са монтирани една четирицевна картечница ЯкБ и две четирицевни картечници ГШГ -7,62. Картечницата ГШГ осигурява от 3500 до 6000 изстрела/мин.

### Корабна картечница
И при корабните, както и при вертолетните картечници се използват така наречените високоскоростни картечници. Скорострелните картечници могат да са конструирани като нормалните картечници с една цев, като например немската MG-42 със скорост на стрелба от 1200 до 1500 изстрела/мин, или да се изработват като многоцевни оръжия с няколко пъти по-висока скорост на стрелба. Това позволява да се стреля с достатъчна точност от и към бързодвижещи се цели. Многоцевните картечници имат от 3 до 6 цеви и се задвижват с електрически, пневматичен, хидравличен или газов двигател.

### Картечна кола
В най-общия случай картечна кола е термин, отнасящ се до импровизирано леко бойно возило. Най-често това е цивилен пикап 4х4 с монтирана картечница или друго подобно автоматично оръжие на задната част от каросерията. Картечните коли почти винаги са част от нередовни военни формирования и са предпочитано бойно средство на бунтовнически групировки от Сомалия, Ирак, Афганистан, Палестина и други страни от Третия свят.
Тъй като това возило не разполага с броня, основната бойна тактика е стрелба в движение и основната цел са граждански обекти и цивилното население. Картечарят засипва с многобройни неточни изстрели целта (или целите), докато колата се придвижва бързо.
Известни са сраженията в Чад, останали в историята като „Войната на тойотите“.